# Пшимушево (Куявсько-Поморське воєводство)
Пшимушево (пол. Przymuszewo) — село в Польщі, у гміні Кенсово Тухольського повіту Куявсько-Поморського воєводства.
Населення — 299 осіб (2011).
У 1975-1998 роках село належало до Бидгощського воєводства.

## Демографія
Демографічна структура станом на 31 березня 2011 року:
|          | Загалом | Допрацездатний вік | Працездатний вік | Постпрацездатний вік |
| -------- | ------- | ------------------ | ---------------- | -------------------- |
| Чоловіки | 158     | 41                 | 99               | 18                   |
| Жінки    | 141     | 26                 | 79               | 36                   |
| Разом    | 299     | 67                 | 178              | 54                   |